# Nhựa nhiệt rắn

## Khái niệm
Nhựa nhiệt rắn hay còn gọi là chất dẻo nhiệt rắn, là hợp chất cao phân tử có khả năng chuyển sang trạng thái không gian 3 chiều dưới tác dụng của nhiệt độ hoặc phản ứng hóa học. Nhựa nhiệt rắn không thể nóng chảy hay hòa tan trở lại được nữa, không có khả năng tái chế lại (do nhiệt độ nóng chảy cao)., Nhựa nhiệt rắn hóa rắn ngay sau khi được ép dưới áp suất, nhiệt độ gia công. Ví dụ như: PF, MF,... (tay cầm chảo, tay cầm xoong, tay cầm nồi, vỏ bút máy, công tắc...)

## Đặc điểm
- Mức độ liên kết ngang cao nên cứng hóa học. Vì vậy khi phản ứng không thể xảy ra ngược lại, do cấu trúc của polymer cố định, nếu gia nhiệt lần 2 nó sẽ bị phá hủy hơn là nóng chảy.
- Có độ cứng và giòn
- Là loại chịu được nhiệt độ cao, có độ bền cao, nhẹ, không dẫn điện,nhiệt.
- Hiện nay đã có 1 số phương pháp tái chế nhựa nhiệt rắn...

## Một số loại nhựa nhiệt rắn
Ure formandehit [UF]:, nhựa epoxy,  phenol focmadehyt [PF], nhựa melamin, polyeste không no...